# Ising-modell
Az Ising-modell (más néven Lenz–Ising-modell) Ernst Ising és Wilhelm Lenz nevéhez fűződő, ferromágnességet a statisztikus fizikában leíró matematikai modell. A modell két értéket (+1 vagy -1) felvehető diszkrét változókat alkalmaz, melyek atomok spinjei által indukált mágneses dipólusmomentumokat reprezentálnak. A spinek egy gráfon, pontosabban egy rácson helyezkednek el, melynek lokális szerkezete periodikusan ismétlődik minden irányban. A szomszédos spinek kölcsönhatásba léphetnek egymással: az egyező szomszédos spinek energiája kisebb, mint a nem egyező szomszédos spineké. A rendszer a legkisebb energiára törekszik, viszont a hő megtöri ezt a tendenciát, lehetőséget adva különböző fázisok létrejöttének. Az Ising-modell lehetővé teszi bizonyos fázisátalakulások vizsgálatát egy egyszerűsített rendszeren. A kétdimenziós négyzetes rácson definiált Ising-modell az egyik legegyszerűbb statisztikus fizikai modell, melyben fázisátalakulás lelhető fel.
Az Ising-modell elsőként Wilhelm Lenz ötlete volt 1920-ban, aki az akkori diákjának, Ernst Isingnek adta megoldandó problémaként. Az egydimenziós Ising-modell megoldása Ising 1924-es doktori disszertációjában jelent meg, arra a következtetésre jutva, hogy nincs a modellben fázisátalakulás. A kétdimenziós négyzetes rácson értelmezett Ising-modell megoldása lényegesen nehezebb; teljes megoldást Lars Onsager adott rá 1944-ben. Ezt a modellt általában a transzfermátrix-módszerrel oldják meg, viszont kvantumtérelmélethez köthető módszerekkel is megoldásra lehet jutni.

## Definíció
Legyen adott egy {\displaystyle d}-dimenziós rács, amelynek rácspontjai a {\displaystyle \Lambda } halmazt alkotják. Bármely {\displaystyle k\in \Lambda } rácsponthoz hozzárendelünk egy {\displaystyle \sigma _{k}\in \{-1,1\}} változót, mely a rácspont spinjét írja le. A {\displaystyle \sigma =\{\sigma _{k}\}_{k\in \Lambda }} halmazt spinkonfigurációnak hívunk, mivel a rács minden pontjához egy spint rendel hozzá.
Legyenek {\displaystyle i,j\in \Lambda } szomszédos rácspontok. A közöttük levő interakciót jelöljük {\displaystyle J_{ij}}-vel. Továbbá, minden {\displaystyle j\in \Lambda } rácspontra hat egy {\displaystyle h_{j}} külső mágneses mező. Egy adott {\displaystyle \sigma } konfiguráció energiáját a következő Hamilton-függvény írja le:
{\displaystyle H(\sigma )=-\sum _{\langle ij\rangle }J_{ij}\sigma _{i}\sigma _{j}-\mu \sum _{j}h_{j}\sigma _{j}.}
Az első összeg minden szomszédos spinpár interakcióját tartalmazza, erre utal az {\displaystyle \langle ij\rangle } jelölés. A Hamilton-függvényben {\displaystyle \mu } a mágneses momentumot jelöli. Annak ellenére, hogy egy elektron mágneses momentuma a spinnel ellenkező irányba mutat (tehát a második összeg pozitív előjellel kell, hogy rendelkezzen), konvenció szerint negatív előjellel áll a második összeg. Ezen definíció szerint egy adott {\displaystyle J_{ij}} interakciót három kategóriába lehet sorolni:
- ha {\displaystyle J_{ij}>0}, az interakció ferromágneses,
- ha {\displaystyle J_{ij}<0}, az interakció antiferromágneses,
- ha {\displaystyle J_{ij}=0}, az {\displaystyle i} és {\displaystyle j} rácspontban levő spinek nincsenek kölcsönhatásban.

Ha bármely {\displaystyle \langle ij\rangle } párra (anti)ferromágneses az interakció, akkor a modellt is (anti)ferromágnesesnek hívjuk. A ferromágneses Ising-modellben a szomszédos spinek nagyobb valószínűséggel egyeznek, az antiferromágneses esetben pedig gyakoribb, hogy különböznek. Az eredeti Ising-modell a ferromágneses Ising-modell.
A konvenció alapján azt is be lehet kategorizálni, hogy a külső mágneses mező és az adott {\displaystyle j} rácspontban levő spin milyen kölcsönhatásban van:
- ha {\displaystyle h_{j}>0}, a {\displaystyle j} rácspontban levő spin nagyobb valószínűséggel +1
- ha {\displaystyle h_{j}<0}, a {\displaystyle j} rácspontban levő spin nagyobb valószínűséggel -1
- ha {\displaystyle h_{j}=0}, a {\displaystyle j} rácspontban levő spint nem éri külső hatás a mágneses mező által.

### Egyszerűbb esetek
Az Ising-modellt gyakran vizsgálják külső mágneses mező hiányában, tehát bármely {\displaystyle j\in \Lambda } rácspontra {\displaystyle h_{j}=0}, tehát a Hamilton-függvény a következő:
{\displaystyle H(\sigma )=-\sum _{\langle ij\rangle }J_{ij}\sigma _{i}\sigma _{j}.}
Ebben az esetben a rendszer szimmetrikus a spincserét tekintve, tehát ha a rácson minden spint felcserélünk, a Hamilton-függvény változatlan marad. Bármely nemnulla külső mágneses mező hozzáadása sérti ezt a szimmetriát.
Egy további egyszerűsítés is gyakran használt, mely szerint minden spinpár ugyanolyan mértékű kölcsönhatásban van egymással, így a Hamilton-függvény így egyszerűsödik le:
{\displaystyle H(\sigma )=-J\sum _{\langle ij\rangle }\sigma _{i}\sigma _{j}.}

### Fontosabb statisztikai mennyiségek
Adott fix {\displaystyle T} hőmérséklet esetén vizsgálható, hogy a spinek milyen konfigurációkba rendeződnek nagyobb valószínűséggel. Egy adott {\displaystyle \sigma } konfiguráció valószínűségét {\displaystyle T} hőmérsékleten a Boltzmann-eloszlás határozza meg:
{\displaystyle P_{\beta }(\sigma )={\frac {e^{-\beta H(\sigma )}}{Z_{\beta }}},}
ahol {\displaystyle \beta =1/(k_{B}T)} a termodinamikai béta, {\displaystyle k_{B}} a Boltzmann-állandó és {\displaystyle Z_{\beta }} pedig az állapotösszeg vagy más néven a partíciós függvény:
{\displaystyle Z_{\beta }=\sum _{\sigma }e^{-\beta H(\sigma )}.}
A {\displaystyle P_{\beta }(\sigma )} meghatározza a valószínűségét, hogy egyensúlyban a rendszer állapota a {\displaystyle \sigma } konfigurációban van. Amennyiben adott a spineknek egy {\displaystyle f(\sigma )} függvénye, a függvény várható értéke {\displaystyle \beta } inverz hőmérsékleten
{\displaystyle \langle f\rangle _{\beta }=\sum _{\sigma }f(\sigma )P_{\beta }(\sigma ).}

### Általános kérdések
Számos statisztikai és fizikai eredetű kérdés merül fel az Ising-modell vizsgálatakor, melyek közül a legfontosabbak:
- Egy tipikus konfigurációban a +1 vagy a -1 spinekből van-e több, esetleg egyenletesen vannak-e elosztva?
- Ha egy adott {\displaystyle i} ponton a spin +1, mennyi a valószínűsége, hogy egy másik, {\displaystyle j} ponton a spin ugyanúgy +1?
- Ha változtatjuk {\displaystyle \beta } értékét, lesz-e fázisátalakulás?
- Egy adott {\displaystyle \Lambda } rácson mi a fraktáldimenziója egy nagyobb klaszternek, melyben csak +1 spinek találhatóak?

## Története

### A statisztikus fizika térnyerése
Démokritosz egyik főbb érve az atomizmus mellett az volt, hogy az atomok létezése magyarázatot ad a különböző fázisok közötti éles határra: például amikor egy adott vízmennyiség egy része jéggé fagy, szemmel megkülönböztethető a két halmazállapot egymástól. Az volt Démokritosz magyarázata, hogy apró változások atomi szinten nagyobb mértékű változásokat idéznek elő makroszkopikus skálán. Akik ezt az érvelést ellenezték, úgy gondolták, hogy az anyag természetéből adódóan folytonos, és a szemmel látható tulajdonságai nem vezethetők vissza atomi szintre.
Habár a 19. századra a kémikusok számára egyértelművé vált a kémiai kötések törvényeiből adódóan, hogy atomok márpedig léteznek, a fizikában ez még a 20. század elejéig vitatott volt. Olyan atomisták, mint James Clerk Maxwell és Ludwig Boltzmann, Newton törvényeinek Hamilton-féle leírását alkalmazták nagy rendszerekre, és arra a következtetésre jutottak, hogy az atomok statisztikai viselkedéséből helyesen vezethetőek le a szoba-hőmérsékletű gázok tulajdonságai. Viszont, a klasszikus statisztikus mechanika nem volt képes az anyagok alacsony hőmérsékletű jellemzőinek leírására.
A modern kvantummechanika térnyerésével az atomizmus filozófiája már kísérleti eredményekkel is egyetértésben volt, viszont ez még nem vezetett egyből a statisztikus mechanika elfogadására, ugyanis az az atomizmuson felül más feltételezéseken is alapult. Annak ellenére, hogy Josiah Willard Gibbs mechanikai törvényekből teljes mértékben le tudta vezetni a termodinamikát, még nem oszlatott el minden kételyt. Ennek fő oka az volt, hogy nem számított intuitívnek, hogy végtelen részecskeszámú rendszerek esetén statisztikailag leírhatóak olyan események, melyeknek valószínűsége szigorúan nulla vagy egy.

### Az Ising-féle megoldás és a Peierls-érv
Ising az 1924-es doktori disszertációjában megoldást adott az egyszerűsített egydimenziós modellre: bármely pozitív {\displaystyle \beta }-ra két spin közötti korreláció exponenciálisan csökken a spinek közötti távolság függvényében, tehát a rendszer rendezetlen. Ebből következik, hogy az egydimenziós rendszerben nincs fázisátalakulás.
A huszadik század elején még létezett az a felfogás, miszerint az állapotösszeg nem képes leírni a fázisátalakulásokat. Ez azon az érvelésen alapult, hogy az állapotösszeg egy véges összege {\displaystyle e^{-\beta E}} tagoknak, az exponenciális függvény pedig analitikus függvénye {\displaystyle \beta }-nak, és analitikus függvények összege is analitikus függvény. Ez az érvelés véges összegekre működik, és ott tényleg arra a következtetésre enged jutni, hogy véges rendszerekben nem látunk szingularitást a rendszer szabad energiájában. Viszont ha végtelen rendszereket vizsgálunk, egy végtelen összeg vezethet szingularitásokhoz. Amennyiben a konvergencia a termodinamikai limeszhez megfelelően gyors, a fázisok aránylag kis méretű rácsokon is észlelhetők, bár a szingularitásokat a rendszer véges mérete kisimítja.
Ezt a viselkedést a 2- vagy többdimenziós Ising-modellben Rudolf Peierls bizonyította 1936-ban. Pontosabban arra a következtetésre jutott, hogy ezek a rendszerek keresztülmennek egy fázisátalakuláson, ahol alacsony {\displaystyle \beta }-ra (tehát magas hőmérsékleten) a rendszer rendezetlen, míg alacsony hőmérsékleten rendezett állapotban van.

### Az Onsager-féle megoldás és a fázisátalakulások elméletei
A kétdimenziós négyzetes rácson definiált külső mágneses mező nélküli Ising-modell analitikus megoldását Lars Onsager írta le 1944-ben. Ebből a megoldásból következik, hogy a korrelációs függvényt és a szabad energiát egy nemkölcsönható rácsfermion írja le. 1949-ben Onsager megadta a modell spontán magnetizációját, viszont a hozzá tartozó képletet csak Jang Csen-ning bizonyította 1952-ben, melyhez Szegő Gábor 1951-es határértéktétele is szükséges volt.
Az Ising-modell további tanulmányozásában rendkívül hasznosak olyan általános elméletek, melyek a fázisátalakulások magyarázatául szolgálnak. Ezek közül az egyik legegyszerűbb az átlagmező-elmélet, mely a többrészecske-rendszer problémáját egy effektív egyrészecskés problémára csökkenti le. A Landau-elmélet a folytonos, azaz másodrendű fázisátalakulások elméletét írja le, míg a renormalizációs csoport blokkosítja a rácson levő spineket, lehetővé téve a rendszer több "skálán" való vizsgálatát.

## Egydimenziós modell
Az egydimenziós modellt, ahol a kölcsönhatások ugyanazok a részecskék között (tehát {\displaystyle J_{ij}=J} bármely szomszédos {\displaystyle i}-re és {\displaystyle j}-re), Ising oldotta meg. Egy {\displaystyle L} hosszúságú rendszer Hamilton-függvénye
{\displaystyle H(\sigma )=-J\sum _{i=1,\dots ,L-1}\sigma _{i}\sigma _{i+1}-h\sum _{i}\sigma _{i},}
ahol {\displaystyle J} és {\displaystyle h} bármilyen értéket felvehet. A rendszer szabadenergiája a következő:
{\displaystyle f(\beta ,h)=-\lim _{L\to \infty }{\frac {1}{\beta L}}\ln Z_{\beta }=-{\frac {1}{\beta }}\ln \left(e^{\beta J}\cosh \beta h+{\sqrt {e^{2\beta J}(\sinh \beta h)^{2}+e^{-2\beta J}}}\right),}
a spin-spin korreláció (tehát a spinek kovarianciája) pedig
{\displaystyle \langle \sigma _{i}\sigma _{j}\rangle -\langle \sigma _{i}\rangle \langle \sigma _{j}\rangle =C(\beta )\,e^{-c(\beta )|i-j|},}
ahol {\displaystyle C(\beta )} és {\displaystyle c(\beta )} pozitív függvények {\displaystyle T>0} esetén. A {\displaystyle T\to 0} határértékben a korrelációhossz inverze, tehát {\displaystyle c(\beta )} a nullába tart. Ennek következtében, véges hőmérsékleten az egydimenziós Ising-modellben nincs fázisátalakulás. Nulla hőmérsékleten leírható, hogy másodrendű fázisátalakuláson megy át a rendszer, ugyanis a szabadenergia végtelen, a spin-spin korreláció pedig állandó.

## Fordítás
Ez a szócikk részben vagy egészben  az   Ising model című angol Wikipédia-szócikk fordításán alapul.  Az eredeti cikk szerkesztőit annak laptörténete sorolja fel. Ez a jelzés csupán a megfogalmazás eredetét és a szerzői jogokat jelzi, nem szolgál a cikkben szereplő információk forrásmegjelöléseként.